# Henri de Saussure
Henri Louis Frédéric de Saussure (27. listopadu 1829 Ženeva – 20. února 1905 Ženeva) byl švýcarský mineralog a entomolog. Byl také plodným taxonomem.

## Život
Henri de Saussure nejprve studoval na Ženevské univerzitě u F. L. Picteta de la Rive, poté odešel do Paříže, kde na Sorbonně v roce 1852 získal licenciát. V roce 1854 promoval na Univerzitě v Giessenu.
V letech 1854 až 1856 uskutečnil s Henri Peyrotem výzkumnou cestu po Karibiku a poté Mexiku. Učinil mnohá zoologická, geologická, hydrologická a archeologická pozorování a shromáždil velkou sbírku hmyzu, členovců, korýšů, ptáků i savců. Popsal také mnoho druhů krabů Střední Ameriky, jako první vůbec popsal druh Gecarcinus quadratus. Svou cestu vědecky zhodnotil v následujících letech. Popsal i politické události, jako například pokus o americkou anexi Kuby a Mexicko-americkou válku. Na zpáteční cestě se setkal se švýcarským rodákem Louisem Agassizem a americkým fyzikem Josephem Henrym. Jeho přítelem byl i švýcarský botanik a cestovatel Georges Claraz.
Po svém návratu do Ženevy se naplno začal věnovat entomologii, specializoval se na blanokřídlé a rovnokřídlé. Svou sbírku hmyzu odkázal „Ženevskému přírodovědnému muzeu“ (Muséum d'histoire naturelle de Genève). Byl vlastníkem statku na úpatí pohoří Voirons a zde se věnoval agronomii.
V roce 1858 se stal spoluzakladatelem „Ženevské geografické společnosti“, v níž působil několik let jako prezident. V roce 1866 získal za svou vědeckou a agronomickou činnost francouzský Řád čestné legie. V roce 1872 se stal čestným členem Entomological Society of London. V roce 1883 byl zvolen členem Německé akademie věd Leopoldina.
Jeho dědem byl Horace-Bénédict de Saussure. Jeho syny byli jazykovědec Ferdinand, malíř Horace, experantista René a sinolog Léopold de Saussure. Jeho vnučkou byla herečka Delphine Seyrig.

## Dílo
- Henri de Saussure: Etudes sur la famille des vespides. J. Cherbuliez, Genf & V. Masson, Paris 1852-1858 (3 sv.)
- Henri de Saussure: Mélanges hyménoptérologiques. In: Mémoires de la Société de physique et d'histoire naturelle de Genève. Bd. 14, 1855, S. 1–67; Bd. 17, 1864, S. 129–244.
- Henri de Saussure: Essai d'une faune des myriapodes du Mexique avec la description de quelques espèces des autres parties de l'Amérique. Fick, Genf 1860.
- Henri de Saussure: Note sur quelques mammifères du Mexique. In: Revue et magasin de zoologie, Paris, 23. Jahr, S. 5–494.
- Henri de Saussure: Coup d'oeil sur l'hydrologie du Mexique, principalement de la partie orientale : accompagné de quelques observations sur la nature physique de ce pays. Fick, Genf 1862.
- Henri de Saussure, Jules Sichel: Catalogue des espèces de l'ancien genre Scolia, contenant les diagnoses, les descriptions et la synonymie des espèces avec des remarques explicatives et critiques = Catalogus specierum generis Scolia (sensu latiori). H. Georg Genf und V. Masson, Paris, 1864
- Henri de Saussure: Hymenoptera. Kaiserlich-königliche Hof- und Staatsdruckerei, Wien 1868.
- Henri de Saussure, A. Humbert: Etudes sur les myriapodes.Imprimerie Nationale, Paris 1872.
- Henri de Saussure: Synopsis of American wasps. Smithsonian institution, Washington 1875.
- Henri de Saussure: Prodrome des oedipiens : insectes de l'ordre des orthoptères. H. Georg, Genf 1888.
- Henri de Saussure: Histoire naturelle des hyménoptères. Imprimerie nationale, Paris 1890-1892 (3 sv.)
- Henri de Saussure: Histoire naturelle des orthoptères. Imprimerie nationale, Paris 1895.
- Henri de Saussure, Zehntner: Myriapodes de Madagascar. Imprimerie nationale, Paris 1902